# Harry Porter
Harry Franklin Porter (Bridgeport, 31 de agosto de 1882 - Hartford, 27 de junho de 1965) foi um atleta e campeão olímpico norte-americano, especialista no salto em altura.
Campeão amador americano e estudante da Universidade de Cornell, ele conquistou a medalha de ouro desta prova em  Londres 1908 com um salto de 1,90 m, igualando o recorde olímpico de Irving Baxter nos Jogos anteriores, St. Louis 1904. Porter fez todos os seus saltos vestindo um suéter, que só retirou quando tentou, sem sucesso, ultrapassar a marca do recorde mundial vigente, 1,97 m.
Nesta época era comum nos Estados Unidos serem impressos pequenos cartões com atletas olímpicos e esportistas de modo geral, que vinham dentro de maços de cigarro. As fabricantes de tabaco Mecca & Hassan imprimiram dezenas deles, que se tornaram muito populares. Além da imagem do atleta na frente, no verso também eram escritos alguns dados. A de Porter dizia:
"Harry Porter, do Irish-American Athletic Club, membro da equipe olímpica americana de 1908, é considerado o melhor saltador de altura dos Estados Unidos e o único com chances de igualar o grande recorde de Mike Sweeney de 1,90 m, conseguido em Manhattan em 1895. Formado em Cornell, só após sua graduação se viu imbuído do espírito olímpico. Em Londres 1908, ele saltou a excelente altura de 1,90 m, trazendo o título mundial para os Estados Unidos."